# Campanula giesekiana
Campanula giesekiana är en klockväxtart som beskrevs av Lorenz Chrysanth von Vest och Schult.. Campanula giesekiana ingår i släktet blåklockor, och familjen klockväxter. Inga underarter finns listade i Catalogue of Life.